# Vasilij Smyslov

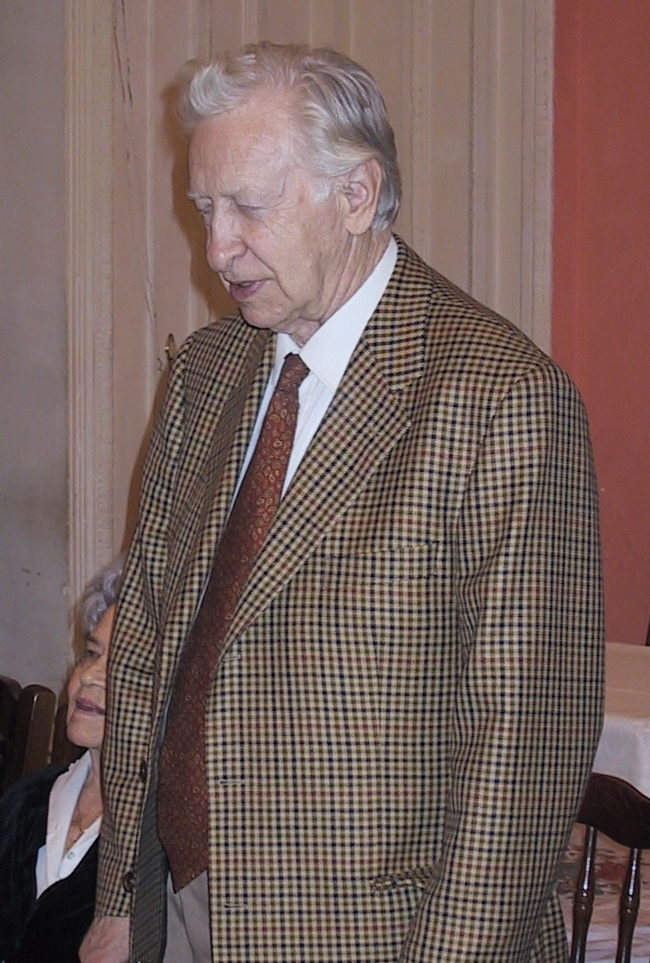
Vasilij Smyslov 2002

Vasilij Vasiljevitj Smyslov, född 24 mars 1921 i Moskva, död 27 mars
2010 i Moskva, var den sjunde världsmästaren i schack 1957-1958, sovjetisk mästare (1949), internationell stormästare (1950), internationell domare inom schackkomposition (1957), schackteoretiker. Sångare (opera).

## Biografi
Smyslov lärde sig spela schack när han var 6 år (fadern V.O. Smyslov var en duktig schackspelare som innehade 1:a kategorin inom det sovjetiska schacksystemet). Han tränade vid schacksektionen vid pionjärhuset i Moskvoretsk. 1938 delade han 1-3 plats i den allsovjetiska turneringen för spelare av 1:a kategorin och 1-2 plats vid Moskvamästerskapen. Moskvamästare 1942 och 1943/1944 blev han tvåa efter den utanför tävlingen spelande Michail Botvinnik. Mästarturneringar: Kujbysjev (1942) - 2:a plats, Sverdlovsk (1943) - 3-4 plats. Deltog i 18 Sovjetmästerskap (från 1940); bästa resultat: 1940 - 3:e plats, 1941 (turneringsmatch om titeln som den absolute Sovjetmästaren) - 3:e plats, 1944 - 2:a plats, 1947 - 3-4 plats, 1949 - delad 1-2 plats med David Bronstein, 1955 - 1-2 (förlorade en tilläggsmatch mot Jefim Geller), 1969 - 3-5 plats, 1971 - 2-3 plats.
Efter sin tredje plats i Groningen-turneringen 1946 kom han med som en av deltagarna i 1948 års matchturnering om världsmästartiteln; från denna tidpunkt tillhör Smyslov gruppen "världens starkaste schackspelare".
I mitten av 1950-talet uppnådde Smyslov sina allra bästa resultat. Han vann kandidatturneringarna 1953 och 1956 och spelade 3 matcher om världsmästartiteln mot Botvinnik med följande resultat: oavgjort 1954, världsmästare genom segern 1957, förlorade titeln i en returmatch 1958.
Resultat i andra tävlingar om världsmästartiteln: kandidatturneringarna 1950 - 3:e plats, 1959 - 4:e plats, 1985 - 8-9 plats. Interzonturneringar: 1964 - 1-4 plats, 1970 - 7-8 plats, 1973 - 5:e plats, 1982 - 2:a plats. 1965 förlorade Smyslov sin kvartsfinal i kandidatmatchen mot Jefim Geller; 1983 spelade han oavgjort i kvartsfinalmatchen mot Robert Hübner (Smyslov blev vinnare efter lottdragning); vann semifinalen mot Zoltan Ribli (1983) och förlorade utmanarkandidaternas final mot Garri Kasparov (1984).
Smyslov deltog i det sovjetiska schacklandslaget och vann 10 världsschackolympiader 1952-1964, 1968-1972, 5 europamästerskap för lag 1957-1973, sovjetiska lagmästerskapet 1985. Han deltog med framgång i matcherna mot USA:s schackspelare 1945, 1946, 1954 och 1955, mot brittiska schackspelare 1947 och 1954, mot jugoslaviska schackspelare 1956, mot världsschacklagen (bestående av övriga världens främsta utvalda schackspelare) 1970 och 1984, samt i andra matcher. Som deltagare i Moskvas stadslag vann han de sovjetiska lagmästerskapen 1948, blev 2:a 1959 och 4:a 1967 i "Spartakiaden för de sovjetiska folken", den allsovjetiska schackolympiaden 1972; kom på 2:a plats vid den 3:e (1963) och 7:e (1979) "Spartakiaden för de sovjetiska folken". Spelade för laget "Burevestnik" med vilket han vann Sovjetmästerskapen för lag 1961 och 1968, den sovjetiska cupen 1974 och 1976, den europeiska lagcupen 1976 och 1979.
Smyslov deltog i över 70 internationella turneringar; hans bästa resultat är följande:
- Moskva (1947; Chigorin Memorial) - 3-4 plats
- Warszawa (1947) - 2-5
- Venedig (1950) - 2
- Budapest (1952) - 3-5
- Zürich (1953) - 1
- Bukarest (1953) - 3
- Hastings (1954/1955) - 1-2
- Zagreb (1955) - 1
- Moskva (1956; Alekhine Memorial - 1-2
- Moskva (1959; Den sovjetiska centrala schackklubbens turnering) - 1-3
- Moskva (1960; Den sovjetiska centrala schackklubbens turnering) - 1-2
- Dortmund (1961) - 2-3
- Moskva (1961; Den sovjetiska centrala schackklubbens turnering) - 1-2
- Mar del Plata (1962) - 2-3
- Hastings (1962/1963) - 3
- Sotji (1963) - 2
- Moskva (1963; Den sovjetiska centrala schackklubbens turnering) - 1
- Stockholm (1963/1964) - 1
- Havanna (1964) - 1-2
- Havanna (1965) - 1
- Santiago de Chile (1965) - 1
- Mar del Plata (1966) - 1
- Polianica-Zdrój (1966) - 1
- Moskva (1967; en turnering tillägnad 50-årsdagen av Oktoberrevolutionen) - 2-5
- Monte Carlo (1967) - 2
- Havanna (1967) - 3
- Palma de Mallorca (1967) - 2-3
- Polianica-Zdrój (1968) - 1
- Hastings (1968/1969) - 1
- Monte Carlo (1969) - 1-2
- Skopje (1969) - 3-5
- Rovinj - Zagreb (1969) - 2-5
- Moskva (1971; Alekhine Memorial) - 3
- Amsterdam (1971) - 1
- Las Palmas (1972) - 2-3
- Cienfuegos (1973) - 1
- Reykjavik (1974) - 1
- Venedig (1974) - 2
- Tisside (1975) - 2
- Solnok (1975) - 2
- Leningrad (1977; Den sovjetiska centrala schackklubbens turnering tillägnad 60-årsdagen av Oktoberrevolutionen) - 3
- Buenos Aires (1978) - 2-4
- San Paolo (1978) - 1
- Berlin (1979) - 1-2
- Buenos Aires (1980) - 1-4
- Köpenhamn (1980) - 1-2
- Baguio City (1980) - 2
- Bar, Montenegro (1980) - 2
- Moskva (1981) - 2-4
- Hastings (1981/1982) - 2-3
- Grad[förtydliga] (1984) - 1
- Köpenhamn(1986) - 1-4-е;
- Reggio nell'Emilia (1986/1987) - 2-5
- Bad Wörishofen (1991; världsmästerskap för seniorer) - 1-2

## Det schackliga skapandet
"Smyslovs främsta styrka är att han är så skarpsinnig. Hans talang är universell och exklusiv. Han kunde spela väldigt finkänsligt i spelöppningen, gå över till svårgenomträngligt försvar, anfalla våldsamt eller - slutligen - manövrera kallblodigt. Och om hans slutspel finns inget att tillägga - det var hans rätta element. Ibland tog han beslut som kunde slå en med sitt djup". (Botvinnik)
Smyslovs intresse för schackstudier (schackkomposition) går hand i hand med hans klassiska syn på schacket. Smyslov är författare till flera böcker och artiklar som rör schackkonstens olika aspekter. Han bidrog stort till utvecklingen av spelöppningarna spanskt parti, damgambit och utarbetade ett system i Grünfelds försvar, som bär hans namn.

## Utmärkelser
Vasilij Smyslov belönades med två ordnar, Leninorden (1957) och Folkens vänskap (1981).
Asteroiden 5413 Smyslov är uppkallad efter honom.

## VM-matcher och VM-turneringar
- 1948 - 2:a plats i kandidatturneringen + 6 - 4 = 10
- 1954 - Vasilij Smyslov - Michail Botvinnik + 7 - 7 = 10
- 1957 - Vasilij Smyslov - Michail Botvinnik + 6 - 3 = 13
- 1958 - Vasilij Smyslov - Michail Botvinnik + 5 - 7 = 11